# Costifrons pernix
Costifrons pernix är en stekelart som först beskrevs av Tosquinet 1896.  Costifrons pernix ingår i släktet Costifrons och familjen brokparasitsteklar. Inga underarter finns listade i Catalogue of Life.